# Kenan Thompson
Kenan Thompson (sinh ngày 10/5/1978) là nam diễn viên, nghệ sĩ hài người Mỹ. Thompson bắt đầu sự nghiệp của mình vào khoảng đầu những năm 1990, anh được biết đến nhiều qua sê-ri hài All That (đài Nickelodeon).